# Heerschild

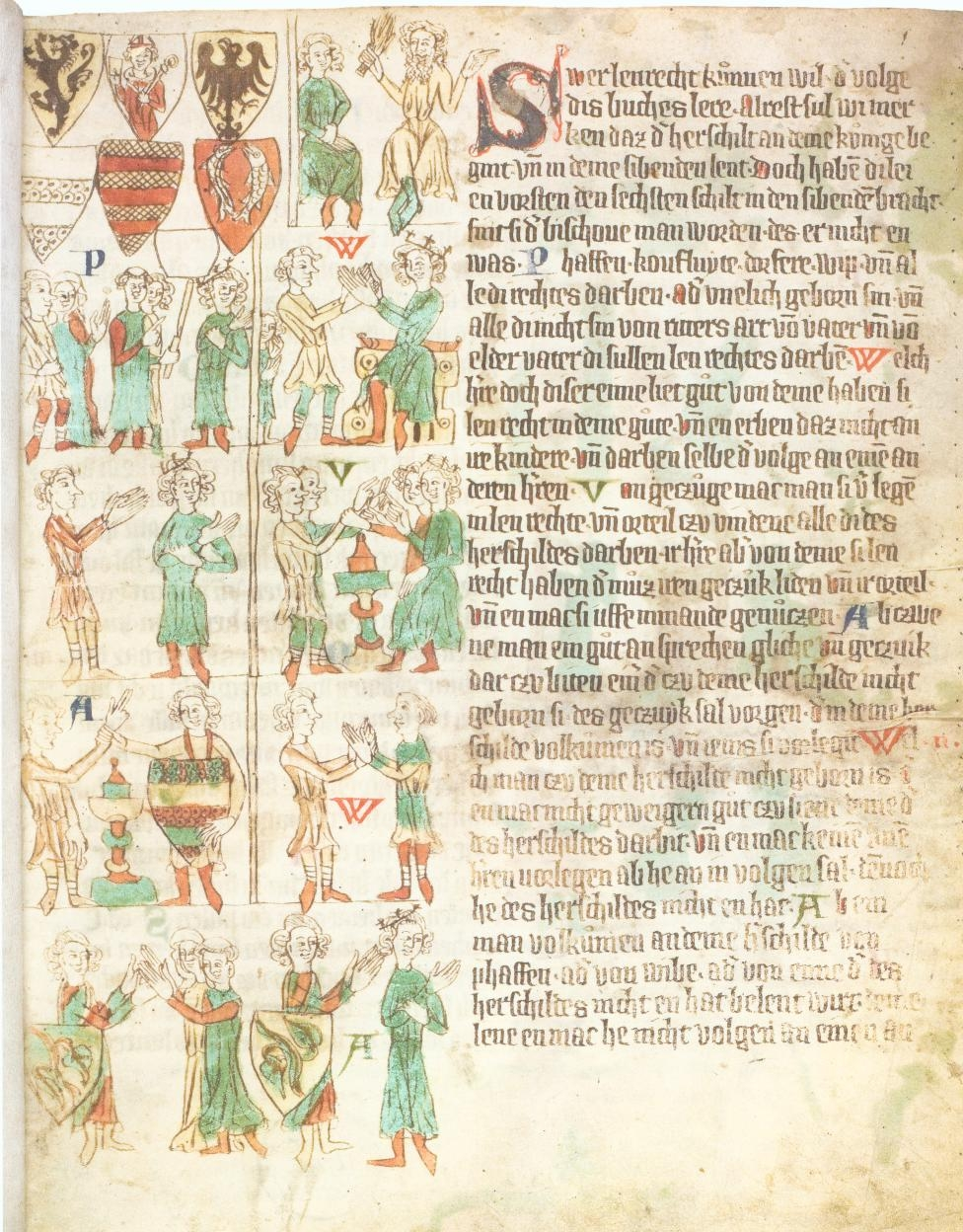
Die Heerschildordnung des Eike von Repgow bietet eine Standesgliederung
der mittelalterlichen Gesellschaft. Universitätsbibliothek Heidelberg,
Cod. Pal. Germ. 164, fol. 1r

Der Heerschild bedeutete im Frühmittelalter das Recht, den Heerbann aufzustellen. Daraus entstand die Bedeutung einer militärischen Rangordnung, der Heerschildordnung, entsprechend der Fähigkeit, Männer für einen Kriegszug bereitzustellen. In den im 13. Jahrhundert entstandenen Rechtsbüchern wird diese Rangordnung neu interpretiert. Sie erhielt schließlich im lehnsrechtlichen Teil des Sachsenspiegels des Eike von Repgow die Bedeutung einer Gliederung der mittelalterlichen Gesellschaft.
Im Sachsenspiegel wurde die Gesellschaft des mittelalterlichen Reiches in sieben Heerschilde eingeteilt. Der erste Heerschild war der König oder Kaiser als oberster Lehnsherr. Im zweiten Heerschild folgen die geistlichen Reichsfürsten, also Bischöfe und Äbte. Den dritten Heerschild stellten die weltlichen Reichsfürsten, den vierten Heerschild die Grafen und freien Herren. Es folgen im fünften Heerschild die Schöffenbarfreien, Lehnsmänner der freien Herren und Ministerialen; deren Vasallen bzw. Lehnsleute stellten den sechsten Heerschild. Über den unbenannten siebten Heerschild bleibt der Sachsenspiegel vage, sowohl zur Zusammensetzung, und ob er im eigentlichen Sinne einen Heerschild darstellt. Bauern und städtische Bürger werden nicht genannt.
Ausgehend von dieser Einteilung behandelt der Sachsenspiegel die lehnsrechtlichen Rechte und Pflichten der einzelnen Heerschilde.